# Едуард Турре
Едуард Турре (нім. Eduard Turre; 31 січня 1920, Естрінген — 24 грудня 1998) — німецький офіцер-підводник, оберлейтенант-цур-зее крігсмаріне.

## Біографія
16 вересня 1939 року вступив на флот. З 8 квітня по 28 вересня 1941 року пройшов курс підводника. З вересня 1941 року — вахтовий офіцер в 26-й, потім — в 24-й флотилії. В серпні 1942 року направлений на будівництво підводного човна U-530. З 14 жовтня 1942 року — 1-й вахтовий офіцер на U-530, на якому взяв участь у чотирьох походах. В березні 1943 року пройшов курс позиціонування (радіовимірювання), з 1 квітня по 15 травня 1944 року — курс командира човна, після чого був переданий в розпорядження 21-ї флотилії. З 22 липня 1944 року — командир U-868, на якому здійснив 2 походи (разом 57 днів у морі). 17 березня 1945 року потопив канадський мінний тральщик HMCS Guysborough (J52) водотоннажністю 672 тонни; 53 з 90 членів екіпажу загинули. 9 травня 1945 року здався британським військам в Бергені.

## Звання
- Кандидат в офіцери (16 вересня 1939)
- Морський кадет (1 лютого 1940)
- Фенріх-цур-зее (1 липня 1940)
- Оберфенріх-цур-зее (1 липня 1941)
- Лейтенант-цур-зее (1 березня 1942)
- Оберлейтенант-цур-зее (1 жовтня 1943)

## Нагороди
- Нагрудний знак підводника (23 квітня 1943)
- Залізний хрест
  - 2-го класу (23 квітня 1943)
  - 1-го класу (лютий 1944)
- Фронтова планка підводника в бронзі (1944)